# Século II
O século II é o período de 101 a 200, de acordo com o calendário juliano. É considerado parte da era, época ou período histórico clássico.
No início do século, o Império Romano atingiu sua maior expansão sob o imperador Trajano, mas depois de sua morte passou a focar nas defesas de suas fronteiras pelo resto de sua história. Muita prosperidade ocorreu em todo o império nesta época, governado como era pelos Cinco Bons Imperadores, uma sucessão de governantes bem recebidos e capazes. Este período também viu a remoção dos judeus de Jerusalém durante o reinado de Adriano, após a revolta de Bar Kokhba. O último quarto do século viu o fim do período de paz e prosperidade conhecido como Pax Romana com a morte do imperador Marco Aurélio, último dos "Cinco Bons Imperadores", e a ascensão de Cómodo. Depois que Cómodo foi assassinado em 192, um período turbulento conhecido como o Ano dos Cinco Imperadores se seguiu, que, após as rápidas e sucessivas remoções de Pertinax e Dídio Juliano do poder, fez com que o general transformado em imperador Septímio Severo, fundador da dinastia Severana, confrontado com pretendentes rivais na forma de Pescênio Níger, a quem suas forças derrotaram na Batalha de Isso em 194, e Clódio Albino, a quem ele derrotou na Batalha de Lugduno em 197, concedendo-lhe autoridade exclusiva sobre o império.
No Extremo Oriente, embora a dinastia Han da China estivesse firmemente consolidada no poder e estendesse sua influência imperial para a Ásia Central durante a primeira metade do século, na segunda metade havia corrupção generalizada e rebelião aberta. Isso desencadeou seu declínio final e, em setembro de 189, o general Dong Zhuo, após ser convocado à capital por He Jin para ajudar a reprimir a facção de eunucos corruptos e poderosos, servindo como intimidador para eles e a Imperatriz Lingsi, marchou com seu exército para Luoyang à luz do assassinato de He Jin e do massacre subsequente dos eunucos, assumindo a capital e tornando-se efetivamente o chefe do governo, embora senhores da guerra e oficiais do governo rapidamente o atacaram em uma campanha que, embora falhou para derrubá-lo, obrigou Dong Zhuo a mudar a sede do poder imperial mais a oeste para Chang'an. Como Dong Zhuo morto em 192, o caos após o colapso da autoridade centralizada apenas continuou, com vários senhores da guerra lutando pela supremacia a fim de estabelecer ou manter sua autoridade dentro do império decadente. Enquanto isso, os ex-seguidores de Dong Zhuo, Li Jue e Guo Si, foram deixados para disputar entre si, enquanto o próprio imperador eventualmente fugiu e voltou para a cidade devastada de Luoyang, mas logo depois, em 196, foi dado refúgio pelo senhor da guerra Cao Cao, que mudou-se para a nova capital, Xu, de onde Cao Cao poderia controlar o imperador. Cao Cao exerceria ainda mais sua autoridade derrotando o poderoso senhor da guerra Yuan Shao na batalha decisiva de Guandu em 200.

## Eventos
O Século II começou em 1 de janeiro de 101 e terminou em 31 de dezembro de 200
neste século tivemos várias revoltas Judaicas contra o Império Romano a Segunda guerra judaico-romana e a Terceira guerra judaico-romana e a expansão do império Romano 

- 150s: Ptolemeu produz o modelo geocêntrico do sistema solar.

## Décadas e anos
| Década de 90  | 90  | 91  | 92  | 93  | 94  | 95  | 96  | 97  | 98  | 99  |
| Década de 100 | 100 | 101 | 102 | 103 | 104 | 105 | 106 | 107 | 108 | 109 |
| Década de 110 | 110 | 111 | 112 | 113 | 114 | 115 | 116 | 117 | 118 | 119 |
| Década de 120 | 120 | 121 | 122 | 123 | 124 | 125 | 126 | 127 | 128 | 129 |
| Década de 130 | 130 | 131 | 132 | 133 | 134 | 135 | 136 | 137 | 138 | 139 |
| Década de 140 | 140 | 141 | 142 | 143 | 144 | 145 | 146 | 147 | 148 | 149 |
| Década de 150 | 150 | 151 | 152 | 153 | 154 | 155 | 156 | 157 | 158 | 159 |
| Década de 160 | 160 | 161 | 162 | 163 | 164 | 165 | 166 | 167 | 168 | 169 |
| Década de 170 | 170 | 171 | 172 | 173 | 174 | 175 | 176 | 177 | 178 | 179 |
| Década de 180 | 180 | 181 | 182 | 183 | 184 | 185 | 186 | 187 | 188 | 189 |
| Década de 190 | 190 | 191 | 192 | 193 | 194 | 195 | 196 | 197 | 198 | 199 |
| Década de 200 | 200 | 201 | 202 | 203 | 204 | 205 | 206 | 207 | 208 | 209 |

Fonte: